# Transilien
Transilien è il servizio ferroviario suburbano gestito da SNCF nell'Île-de-France. 
Transilien deriva dall'etnico francilien, utilizzato per identificare gli abitanti dell'Île-de-France. La rete ha assunto il nome attuale nel 1999 per migliorare l'immagine dei treni precedentemente conosciuti come i treni delle banlieues.
Il Transilien parte da Parigi (dalle principali stazioni ferroviarie SNCF e da alcune stazioni RER) e dal quartiere direzionale La Défense. Transilien ha trasportato 615 milioni di passeggeri nel 2004.
La rete Transilien si differenzia dalla rete RER per il fatto che la prima ha linee radiali da Parigi mentre la seconda attraversa il centro della capitale.

## La rete
| Tipo | Linea | Apertura | Numero di stazioni | Lunghezza (in km) | Numero di treni/giorno (2018) | Numero di viaggiatori/giorno (2018)                     | Materiale rotabile |
| ---- | ----- | -------- | ------------------ | ----------------- | ----------------------------- | ------------------------------------------------------- | ------------------ |
|      |       | 1969     | 46                 | 109               | 630                           | 930 756                                                 | MI 2N e MI 09      |
|      | 1977  | 47       | 80                 | 547               | 340 273                       | MI 79 e MI 84                                           |                    |
|      | 1979  | 84       | 187                | 531               | 540 734                       | Z 2N                                                    |                    |
|      | 1988  | 59       | 197                | 473               | 615 105                       | Z 2N                                                    |                    |
|      | 1999  | 22       | 56                 | 436               | 372 716                       | MI 2N e Z 50000                                         |                    |
|      |       | 1846     | 56                 | 138               | 478                           | 250 458                                                 | Z 50000            |
|      | 1837  | 52       | 256                | 522               | 268 836                       | BB 27300 o BB 17000 + VB 2N e Z 50000                   |                    |
|      | 1860  | 10       | 61                 | 31                | 16 456                        | Z 50000                                                 |                    |
|      | 1837  | 40       | 86                 | 730               | 300 713                       | Z 6400 e Z 50000                                        |                    |
|      | 1840  | 35       | 117                | 277               | 133 427                       | BB 27300 o BB 7600 + VB 2N e Z 8800                     |                    |
|      | 1849  | 38       | 252                | 302               | 100 947                       | B 82500, BB 67400 + RIB/RIO, Z 20500, Z 50000 e U 25500 |                    |
|      | 1849  | 25       | 164                | 120               | 50 843                        | Z 5600, Z 20500 e Regio2N Z (57000)                     |                    |
|      | 1840  | 11       | 31                 | 91                | 52 181                        | Z 8800                                                  |                    |
|      |       | 2006     | 11                 | 8                 | 365                           | 34 697                                                  | U 25500            |
|      | 2017  | 7        | 11                 | 314               | 19 780                        | Citadis Dualis (U 53600)                                |                    |

La rete "Transilien" comprende 5 linee RER, 8 TER e 2 tram; tuttavia sono generalmente considerate come linee "Transilien" solo le 8 linee "non-RER" e "non-Tram".
I servizi Transilien sono suddivisi a seconda della stazione di partenza:
- Paris-Nord (linee H e K)
- Paris Saint-Lazare (linee L, J e linea U in condivisione con Paris-Rive-Gauche)
- Paris Sud-Est (linea R)
- Paris Rive-Gauche (linea N e linea U in condivisione con Paris-Saint-Lazare)
- Paris-Est (linea P)

Alle linee Transilien non sono assegnate le lettere A, B, C, D ed E, in quanto prerogativa della Réseau express régional (RER).